# Neotrichiorhyssemus hegeri
Neotrichiorhyssemus hegeri är en skalbaggsart som beskrevs av Rudolph Petrovitz 1968. Neotrichiorhyssemus hegeri ingår i släktet Neotrichiorhyssemus och familjen Aphodiidae. Inga underarter finns listade i Catalogue of Life.